# Lygiohypotyphla bicolor
Lygiohypotyphla bicolor är en tvåvingeart som beskrevs av Steyskal 1972. Lygiohypotyphla bicolor ingår i släktet Lygiohypotyphla och familjen Pyrgotidae.
Artens utbredningsområde är Tanzania. Inga underarter finns listade i Catalogue of Life.